# Comerica Bank Challenger 1997
Il Comerica Bank Challenger 1997 è stato un torneo di tennis facente parte della categoria ATP Challenger Series nell'ambito dell'ATP Challenger Series 1997. Il torneo si è giocato a Aptos negli Stati Uniti dal 14 al 20 luglio 1997 su campi in cemento.

## Vincitori

### Singolare
Jan-Michael Gambill ha battuto in finale  Wade McGuire con il punteggio di 6–0, 4–6, 6–3

### Doppio
Sébastien Leblanc /  Jocelyn Robichaud hanno battuto in finale  David Caldwell /  Adam Peterson con il punteggio di 7–6, 6–4